# Manding Laok
Manding Laok is een bestuurslaag in het regentschap Sumenep van de provincie Oost-Java, Indonesië. Manding Laok telt 2804 inwoners (volkstelling 2010).